# Automotrice FS ALn 668.1800
Con le automotrici FS ALn 668.1800, note anche come ALn 668 serie 1800, si chiude la seconda generazione del gruppo ALn 668, costituita in ordine cronologico dalle serie 1500, 1600, 1700 e 1800.
Benché identiche nella cassa e nell'arredamento alla serie 1700, se ne differenziano per due importanti novità costituite dall'innovativo carrello FIAT con telaio a doppio collo di cigno e dal pavimento integrale in lamiera grecata.

## Costruzione
La serie 1800 fu prodotta in 85 unità numerate ALn 668.1801-1885, ordinate nel 1970 e consegnate dalla FIAT Sezione Materiale Ferroviario tra il 1971 e il 1973.
La commessa originale prevedeva un totale di 87 unità, ma le ultime due entrarono a far parte della serie successiva con la numerazione ALn 668.1941-1942.

## Caratteristiche
Le ALn 668.1800 hanno una capacità di 68 posti a sedere, di cui 8 di prima classe, e sono mosse da due motori Diesel con potenza di taratura di 115 kW ciascuno, che permettono una velocità massima di 110 km/h e un'autonomia di circa 600 km.
Le automotrici ALn 668.1800 possono essere pilotate dalle rimorchiate Ln 664.1400 e sono atte al comando multiplo in doppia trazione.

### Differenze dalla serie 1700
Le ALn 668.1800 hanno cassa e arredamento interno identici alla serie 1700, ma se ne differenziano per due importanti novità costituite dal nuovo carrello FIAT con telaio a doppio collo di cigno e dal pavimento integrale in lamiera grecata.
Un'altra novità delle 1800 fu di fatto il nuovo motore IVECO 8217.12, già previsto per la serie 1700, ma che in realtà fece il suo esordio sull'ALn 668.1801, consegnata ben cinque mesi prima dell'ALn 668.1701.

### Carrello

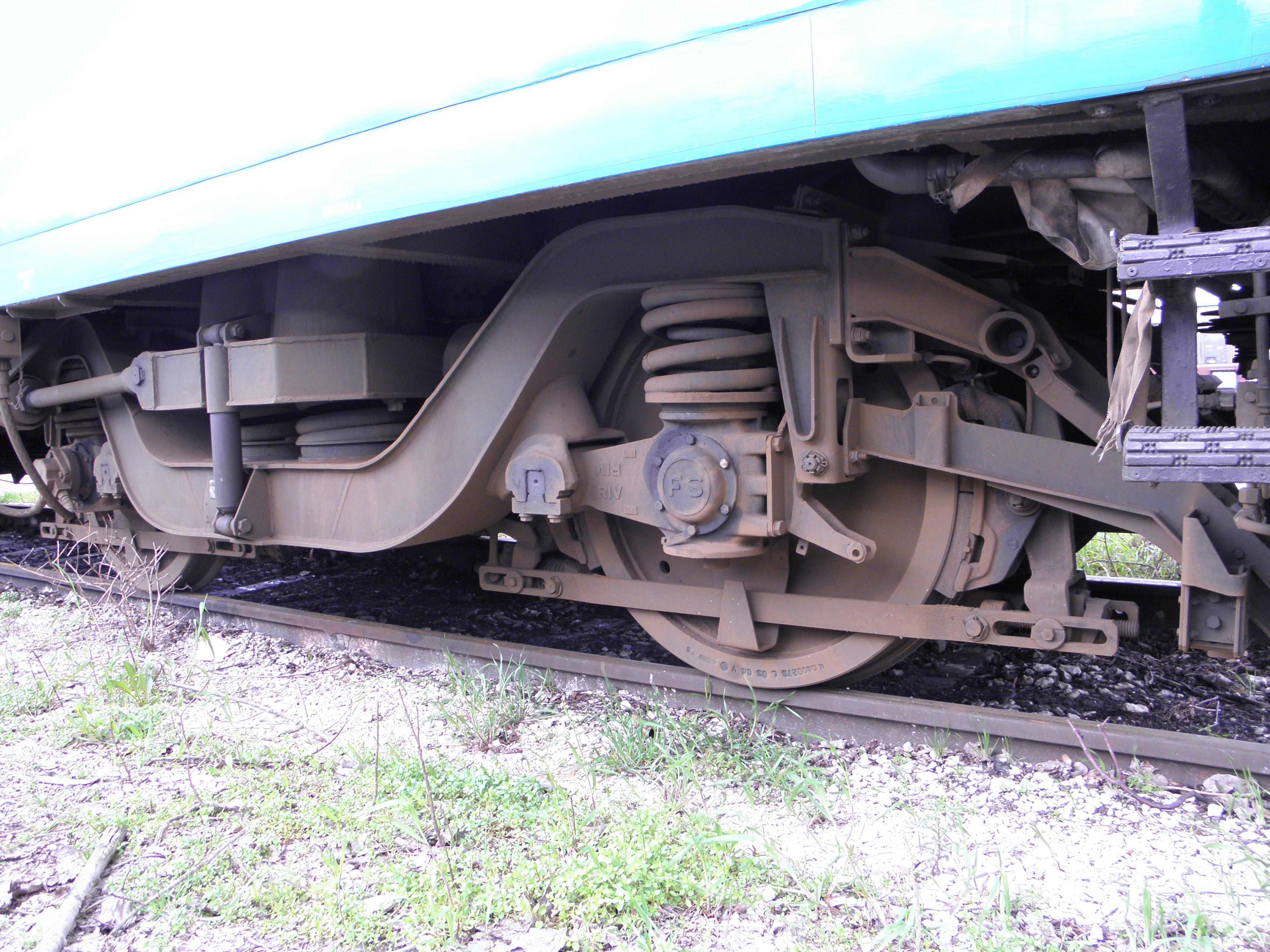
Il carrello adottato a partire dalla serie 1800, nella versione con i ceppi in ghisa e i leveraggi di rinvio montata sulle e 1869-1885

Il carrello di terza generazione FIAT a doppio collo di cigno, privo di parti sospese e componenti soggetti a usura per attrito, fu ricavato senza varianti sostanziali da quello sperimentato sull'ALn 668.1999; infatti, benché ne fosse quasi pronta un'ulteriore evoluzione con la sospensione secondaria di tipo flexicoil integrale che avrebbe consentito anche la rotazione della cassa, per le automotrici 668, considerate veicoli adatti a tutti i generi di linee, si preferì mantenere il classico collegamento con trave oscillante che consentiva una maggiore libertà di rotazione del carrello sulle linee con curve di raggio limitato.
L'adozione del nuovo carrello, adatto a velocità fino a 160 km/h decisamente sovrabbondanti rispetto ai 110 km/h ammessi per le ALn 668.1800, fu motivata principalmente da esigenze di progresso tecnologico che si rivelarono subito preziose per la confortevolezza dei viaggiatori e che permisero, quattro anni dopo, l'innalzamento della velocità massima a 130 km/h con le ALn 668 della serie 1900.
I carrelli delle prime sessantadue unità (ALn 668.1801-1851 e 1858-1868) furono realizzati con i ceppi dei freni in materiale sintetico tipo "Cobra", che, avendo un coefficiente di attrito superiore a quello dei corrispondenti ceppi in ghisa, consentiva di ridurne il numero disponendoli su un solo lato della ruota, abolendo praticamente tutto il leveraggio di rinvio. I ceppi sintetici "Cobra", comandati da un dispositivo bloch frein tipo Westinghouse P 60, si rivelarono molto confortevoli per la loro silenziosità, ma manifestarono due difetti che determinarono il ritorno ai ceppi in ghisa e al leveraggio tradizionale sulle successive ventitré unità: l'incostanza del coefficiente di attrito, soprattutto in presenza di patina di ghiaccio, e la limitata trasmissibilità di calore con conseguenti maggiori sollecitazioni termiche e guasti ai cerchioni.

### Pavimento integrale
L'adozione del pavimento integrale in lamiera grecata, già sperimentata sull'ALn 668.1999, fece sì che anche questo componente contribuisse alla rigidezza della cassa, permettendo di elevare la resistenza alla compressione longitudinale al valore di 1,500 kN richiesto dalla versione più aggiornata delle norme UIC.

### Motore e trasmissione
Non fu invece ulteriormente usato il motore sovralimentato 221 HS impiegato sull'ALn 668.1999 perché sostituito dal nuovo 8217.12, ad aspirazione naturale come il 221 H delle serie 1500 e 1600, ma maggiorato in cilindrata e potenza rispetto a questo. Comunque, nonostante la potenza nominale del motore fosse salita da 136 a 166 kW rispetto al tipo 221 H, le FS decisero di mantenerne inalterata la potenza di taratura di 115 kW.

## Modifiche e sperimentazioni
Le sessantadue unità nate con i ceppi sintetici "Cobra" per le quali era previsto il ritorno alla timoneria del freno di tipo normale, furono invece modificate, a partire dal 1977, mantenendo il dispositivo bloch frein d'origine, che venne però equipaggiato con un cilindro freno maggiorato per compensare il minor coefficiente di attrito dei ceppi in ghisa. Con questo intervento si resero necessarie anche lievi modifiche al sottocassa delle ALn 668.1801-1840 per l'applicazione di un secondo serbatoio ausiliario per l'aria compressa.

## Missioni all'estero

### In Jugoslavia
Nel 1972, in occasione di una breve missione dimostrativa in Jugoslavia, l'ALn 668.1803 fu potenziata provvisoriamente a 147 kW sfruttando la riserva di potenza disponibile con l'aumento del regime di rotazione massimo dei motori, per metterla in grado di effettuare una serie di impegnative prove richieste dalle Ferrovie Jugoslave (JŽ), comprendenti lo spunto al traino di un rimorchio sulla pendenza del diciassette per mille.
Le prove col motore potenziato si svolsero prima in Italia, raggiungendo più volte la velocità di 140 km/h, e poi in Jugoslavia tra Lubiana, Marburgo e Fiume, spingendosi con una veloce puntata fino a Belgrado; essendo la serie 1800 priva di rimorchiate, fu utilizzata una Ln 882.1500 del deposito locomotive di Asti.
La conclusione positiva delle prove portò alla consegna alla rete regionale di Lubiana ZŽTP, a partire dal 1973, di un gruppo di automotrici praticamente identiche alle ALn 668.1800 delle FS, essendo le uniche differenze rappresentate dallo schema di coloritura, dai motori tarati a 147 kW a 1.950 giri/min e dalla velocità massima di 102 km/h.
Il suddetto gruppo era composto dalle 48 automotrici JŽ 813-001÷048 e dalle 45 rimorchiate JŽ 814-001÷045, rispettivamente della capacità di 68 e 82 posti, di cui dodici coppie motrice-rimorchiata prodotte dalla FIAT Sezione Materiale Ferroviario di Torino, mentre le restanti furono approntate in Jugoslavia, su licenza FIAT, dalla TAM di Marburgo.

### In Svezia
Nei mesi di maggio e giugno 1975 le automotrici FS ALn 668.1884 e 1885 del deposito locomotive di Foggia furono inviate in Svezia per essere sottoposte, contemporaneamente alle automotrici tedesche DB 627 001 e 002 di costruzione MaK, alle prove richieste dalle Ferrovie dello Stato Svedesi (SJ) in vista del rinnovo del parco automotrici.
Le automotrici FIAT, equipaggiate con il cambio idraulico OM-SRM e con i motori tarati a 147 kW, furono inviate al deposito locomotive di Östersund, nella Svezia centrale, dove furono svolte le prove di confronto con le MaK sulle linee Östersund-Sveg, di 185 km, e Östersund-Storlien, al confine con la Norvegia, di 162 km.
Le prove comparative con le MaK tedesche continuarono poi con una sessione invernale a cui partecipò l'ALn 668.1919, inviata in Svezia nel gennaio 1976, appena uscita dallo stabilimento della FIAT Ferroviaria Savigliano.

## Esercizio

### Assegnazione ai depositi locomotive

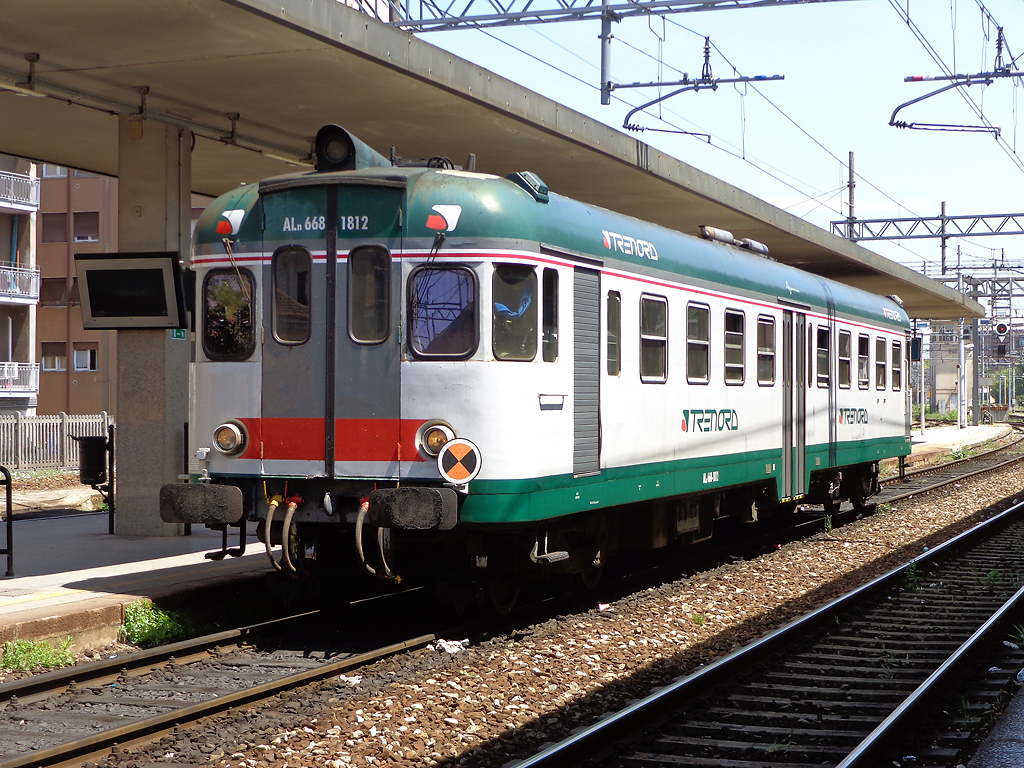
Aln 668.1812 di Trenord

Nel 1971-72, con l'eccezione di due unità date temporaneamente in sussidio al deposito locomotive (DL) di Mantova, le ALn 668.1800 nuove di fabbrica furono inviate nell'Italia meridionale, prevalentemente nel compartimento ferroviario di Bari: 39 andarono infatti al DL di Foggia, 15 al DL di Bari, mentre 25 furono assegnate al DL di Catanzaro e 6 al DL di Sulmona.
L'entrata in servizio, a partire dal 1976, delle nuove serie 1900 e 1000 determinò poi il progressivo trasferimento dai depositi pugliesi delle 1800, che andarono a incrementare le dotazioni dei DL di Catanzaro e Sulmona, ad ammodernare il parco automotrici del DL di Fabriano e a iniziare la sostituzione delle ALn 556 Breda del DL di Benevento, che all'inizio degli anni ottanta si trovò a raccogliere col DL di Salerno tutta la serie 1800.
Nel 1990-91 sette unità vennero assegnate provvisoriamente al DL di Pisa, dopodiché tutte le 1800 furono concentrate nel DL di Benevento.
Le elettrificazioni delle ferrovie Taranto-Sibari, Metaponto-Battipaglia, Bari-Lecce e della dorsale sicula, realizzate negli anni novanta, permisero il trasferimento nell'Italia settentrionale di un buon numero di ALn 668 di varie serie, tra cui 21 ALn 668.1800 che vennero spostate dal DL di Benevento al DL di Cremona, estendendone i servizi anche al nord.
Il DL di Reggio Calabria che nel 1997 aveva perso completamente la sua dotazione di automotrici, la vide ricostituirsi alla fine dell'estate del 2006 con l'assegnazione di sei ALn 668.1800 a cui si aggiunsero progressivamente altre macchine delle serie 1700 e 3100.
| DL | 1971-1972 | 1980 | 1981 | marzo 1983 | luglio 1995 | luglio 2006 |
| --- | --------- | ---- | ---- | ---------- | ----------- | ----------- |
| Mantova | (2)       | –    | –    | –          | –           | –           |
| Bari | 15        | –    | –    | –          | –           | –           |
| Foggia | 39        | 7    | 7    | –          | –           | –           |
| Catanzaro | 25        | –    | –    | –          | –           | –           |
| Sulmona | 6         | –    | –    | –          | –           | –           |
| Benevento | –         | 78   | 58   | 64         | 65          | 55          |
| Salerno | –         | –    | 20   | 20         | –           | –           |
| Cremona | –         | –    | –    | –          | 17          | 21          |
| Reggio Calabria | –         | –    | –    | –          | –           | 6           |
| Totale | 85[a]     | 85   | 85   | 84[b]      | 82[c]       | 82[c]       |
| a. Sono escluse dal conteggio le 2 unità in sussidio temporaneo al DL di Mantova, riassegnate ad altri DL nello stesso periodo. b. ALn 668.1860 radiata dal parco. c. ALn 668.1801, 1819 e 1860 radiate dal parco. |           |      |      |            |             |             |

### Principali servizi
Le 1800 del DL di Salerno effettuarono servizio sulle linee:
- Salerno-Potenza;
- Sicignano-Lagonegro, assicurando anche un collegamento diretto Napoli-Lagonegro di 183 km.

Le 1800 del DL di Benevento effettuarono servizio sulle linee:
- Benevento-Avellino, di 30 km, con due coppie di treni che proseguivano per Mercato San Severino-Codola-Cancello-Napoli;
- Avellino-Rocchetta Sant'Antonio, di 119 km;
- Rocchetta Sant'Antonio-Spinazzola-Gioia del Colle, di 140 km;
- Benevento-Campobasso-Termoli, di 172 km;
- Campobasso-Isernia-Vairano, di 105 km.

Le macchine del DL di Benevento assicuravano inoltre gli espressi 748-749 «Freccia del Molise», Napoli-Benevento-Campobasso, che correvano per 49 km sotto la catenaria elettrificata a 3 kV della ferrovia in concessione Benevento-Cancello, nonché gli espressi 135-136 Napoli-Sulmona-Pescara effettuati con le 1800 tra il 1980 e il 1981.
Tra i servizi assegnati alle 1800 del DL di Sulmona spiccano gli espressi 791/792-798/799 «Freccia del Gran Sasso», L'Aquila-Roma, effettuati a cavallo tra gli anni settanta e ottanta.

### Accantonamenti e radiazioni
L'ALn 668.1860 fu radiata a maggio 1978 a seguito di un incidente.
Al 30 giugno 1993, oltre all'ALn 668.1860, risultavano ritirate dal servizio le unità 1801 e 1819.
A luglio 2006 le 82 ALn 668.1800 superstiti risultavano ancora tutte in servizio, anche se a partire dal 2000 iniziarono a subire gradualmente una significativa diminuzione delle percorrenze di pari passo con la ristrutturazione dei servizi sulle linee a scarso traffico, fenomeno comune alle altre serie di ALn 668 e alle ALn 663.
A metà giugno 2015 erano ancora in servizio 18 ALn 668.1800, delle quali 11 assegnate al DL di Cremona e 7 al DL di Benevento, numeri però destinati a diminuire rapidamente con le macchine attive di Cremona ridottesi a 4 a inizio autunno 2015  e il progressivo accantonamento di quelle di Benevento, le cui ultime 4 terminarono i servizi regolari nella prima metà di ottobre 2015.
A inizio 2016 restavano in esercizio solo due unità: la ALn 668.1837 e la ALn 668.1803, entrambe assegnate al DL di Cremona. 
Ad agosto dello stesso anno la ALn 668.1837 viene definitivamente accantonata per scadenza chilometraggio, la ALn 668.1803 è stata definitivamente accantonata nel mese di giugno 2017. L'ultima funzionante fu la 1839 anche se ormai era alla frutta. Sancendo di fatto l'estinzione delle ALn 668.1800.

## Modelli derivati per le ferrovie in concessione
Sulla base delle ALn 668.1800 delle FS furono realizzati piccoli lotti di automotrici per le seguenti ferrovie in concessione:
- 1 automotrice e 2 rimorchiate semipilota per le Ferrovie Padane, immatricolate ALn 668.1009 e Ln 880.306-307 nel 1971;
- 2 automotrici per la ferrovia Bologna-Budrio-Portomaggiore della Società Veneta (SV), immatricolate ADn 603-604 nel 1972;
- 7 automotrici e 5 rimorchiate semipilota per la Ferrovia Torino-Ceres, immatricolate ALn 668 M.001-M.007 e Ln 882 R.1-R.5 tra il 1972 e il 1973.